# Ammophila gracillima
Ammophila gracillima är en biart som beskrevs av Taschenberg 1869. Ammophila gracillima ingår i släktet Ammophila och familjen grävsteklar. Inga underarter finns listade i Catalogue of Life.